# Жуан Афонсу Телу де Менезеш, граф Орен
Дон Жуа́н Афо́нсу Те́лу де Мене́зеш (порт. João Afonso Telo de Menezes), 1-й Граф  Оренa, 1-й Граф Виана-ду-Алентежу, 4-й граф де Барселуш (?—1381) — португальский военный и политический деятель XIV века, занимая должность главного знаменосца Португалии был вторым лицом после короля.

## Биография

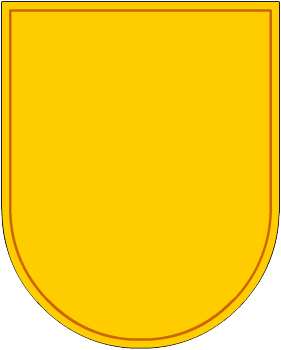
Герб Жуана Афонсу Телу де Менезеша.

Жуан Афонсу Телу де Менезеш принадлежал к могущественному семейству Теллеш де Менезеш, которое к XIV веку представляло высшее дворянство королевства, находящееся в родстве с королевской династией, и приходился близким родственником королеве Португалии Леоноре Теллеш де Менезеш.
В истории известно о нескольких португальских деятелей XIV века с именем Жуан Афонсу Телу де Менезеш. Не очень ясно — принадлежали ли титулы 1-го графа Орена и 1-го графа Виана-ду-Алентежу одному человеку, или же отцу и сыну. Титул графа Оренa был создан для Жуана Афонсу Телу де Менезеша, умершего в 1381 году. Можно встретить информацию, что титул графа Вианы-ду-Алентежу был создан для Жуана Афонсу Телу ди Менезеша, родившегося в 1330 году и умершего в 1384. Как бы то ни было, нет достаточно информации предполагать, что два титула принадлежали отцу и сыну.
Из-за этой неопределённости, в литературе встречается информация, что Жуан Афонсу приходился кузеном королеве Леоноре; как и то, что он приходился ей дядей.

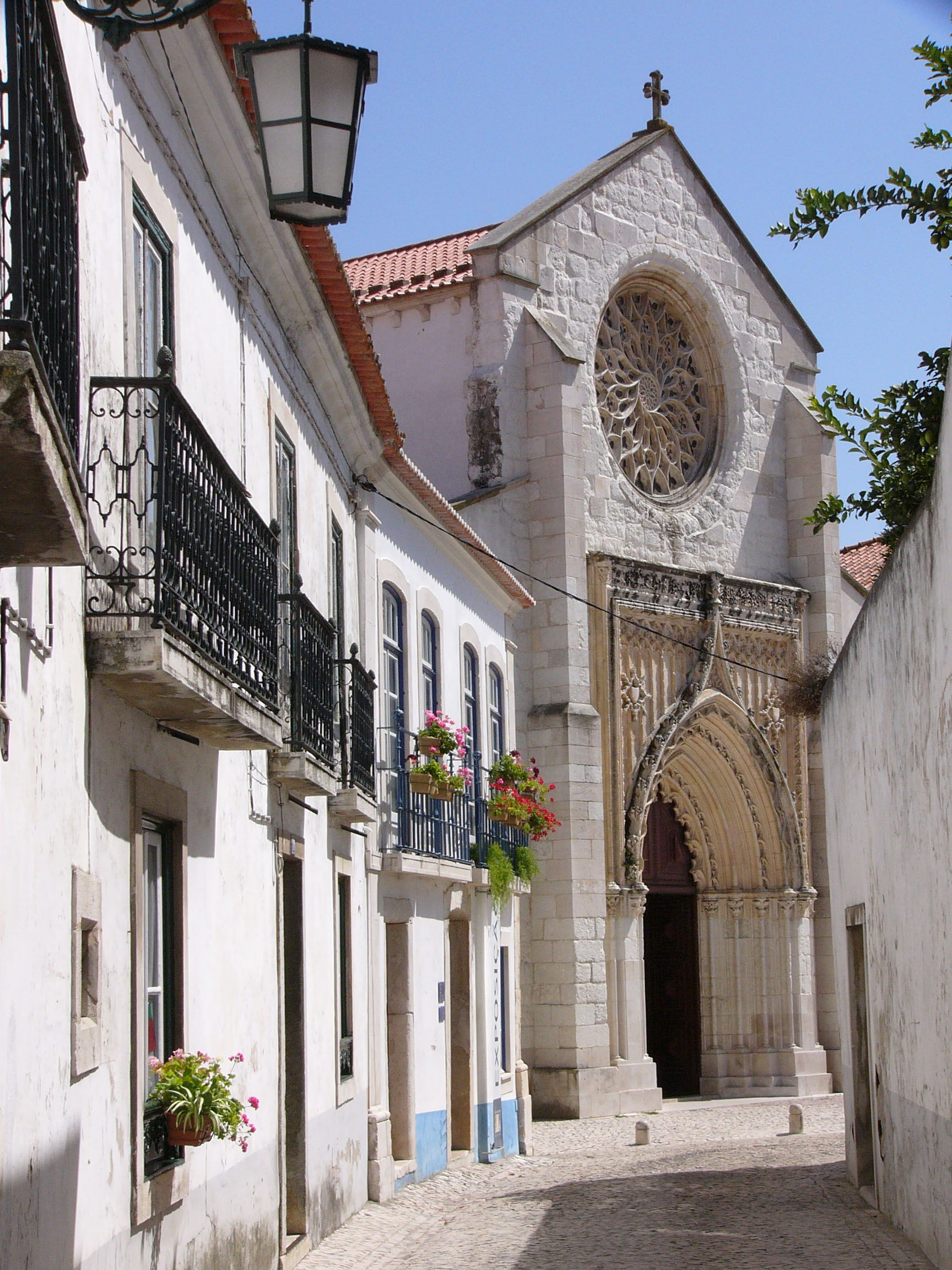
Церковь Граса в Сантарене

Жуан Афонсу был сыном дворянина Афонсу Мартинша Телеш Рапозу (порт. Afonso Martins Teles Raposo), женатого на Беренгарии Лоренсу Валадареш (порт. Berengária Lourenço de Valadares), которая была потомком Лоренсу Суареша Валадареша (порт. Lourenço Soares de Valadares), лорда Монсана, майордома двора Афонсу III.
Занимал высокую должность алфереш-мора Португалии. 10 октября 1357 года был пожалован во владения город Барселуш и присвоен титул 4-го графа де Барселуш, а между 5 января 1370 года и 25 декабря 1371 года — город Орен и титул 1-го графа де Орен.
Жуан Афонсу вместе со своей женой Гиомар де Вилалобуш (порт. Guiomar de Vilalobos) в Сантарене основал на собственные деньги церковь Граса (порт. Igreja da Graça), в котором и был похоронен. Там же были похоронены супруга и сын, Педру де Менезеш.

## Семья
Жуан Афонсу был прямым потомком Жуана Афонсу Телу де Менезеша, 2-го сеньора де Албукерке.
Был женат дважды, его дети:
1. Жуан Афонсо Телу де Менезеш, 1-й граф Вианы-ду-Алентежу (1330—1384). Не ясно был ли такой сын, или же это — один человек (см. комментарий выше).
  1. Педру де Менезеш, 1-й Губернатор Сеуты, 2-й граф Вианы-ду-Алентежу, 1-й граф Вила-Реал. Не ясно был ли он сыном или внуком Жуана Афонсу Телу де Менезеша (см. комментарий выше).
2. Леонора де Менезеш, замужем за Педру де Каштру, сеньором Кадавала.
3. Афонсу Телу де Менезеш (136? —?), 5-й граф де Барселуш.